# Messene (mytologie)
Messene (starořecky Μεσσήνη) je postava z řecké mytologie .
Byla dcerou krále Triopa z Arga. Provdala se za Polykaóna, mladšího syna spartského krále Lelexe. Vzhledem k tomu, že Polykaon neměl nárok na spartský trůn, Messene ho nabádala, aby hledal své vlastní království. Shromáždil tedy vojsko a podmanil si krajinu na jihozápadě Peloponésu, kterou pak nazval po své manželce Messénií. Tam založili několik měst. Jejich sídelním městem se stala Andania. Messene tam údajně zavedla eleusinská mysteria. S Polykaonem tam prý také zavedli kult boha Dia na Ithomi.
Messene byla v Messénii uctívána jako zakladatelka a messénský kral Glaukos jí založil kult hrdinky. Její portrét byl vyobrazen na mincích z města Messene. V tomto městě jí byl také vystavěn chrám, ve kterém se nacházel její kultovní obraz ze zlata a parského mramoru.